# Флагеллария
Флагелла́рия (лат. Flagellaria) — род растений монотипического семейства Флагелла́риевые (лат. Flagellariaceae) порядка Злакоцветные (лат. Poales), включается в себя 3 вида.

## Ботаническое описание
Это многолетние лесные лианы с коротким, покрытым чешуйками корневищем, в котором запасается сахароза, а не крахмал, как у большинства растений; каждый конец корневища несёт только по 2 почки возобновления.
Стебли одиночные, мощные, длиной от 2 до 15 м, травянистые, но твёрдые и крепкие, в основании более или менее деревенеющие.
Листья расположены по всему стеблю, очередные, двурядные, жёсткие, линейные или имеют форму от яйцевидных до ланцетовидных, нескладчатые, цельнокрайные. Длина листьев колеблется от 3 до 50 см, ширина — от 0,5 до 6,5 см. В основании листья закруглённые или слегка сердцевидные, к верхушке суживаются и, кроме самых нижних, заканчиваются длинным и тонким, уплощенным твёрдым усиком, который закручивается в спираль. С помощью этих усиков флагелларии цепляются за деревья и кустарники, по которым они высоко поднимаются вверх.
Цветки многочисленные, мелкие и малозаметные, обоеполые, трёхчленные, сидячие, с запахом, собраны в конечные, достаточно густые, сильно ветвистые метёлки длиной 3—50 см. Прицветнички мелкие, широкие и вогнутые, с ушками. Тычинок шесть, они свободные, располагаются в 2 круга, выступают из околоцветника и имеют нитевидные тычиночные нити. Пыльцевые зёрна однопоровые, граминоидного типа. Цветут и плодоносят флагелларии одновременно, опыляются ветром.
Плоды костянковидные, нераскрывающнеся, полушаровидные, остроконечные, розовые или ярко-красные, содержат по 1, реже по 2—3 семени. Семена шаровидные или несколько сплюснутые и уплощённые, с корковидной оболочкой; эндосперм обильный, мучнистый, содержит, кроме того, запасной крахмал в виде простых зёрен; зародыш маленький, чечевицевидный, слабодифференцированный, окружён эндоспермом.

## Распространение и экология
Наиболее широко распространёна флагеллария индийская, она встречается в Индии, Юго-Восточной Азии, Новой Гвинее и на севере Австралии.
Близкий вид — флагеллария гигантская — растёт на островах Фиджи, Самоа, на архипелаге Бисмарка (остров Новая Ирландия).
Третий вид — флагеллария гвинейская — эндемичен для западного и восточного побережий тропической Африки; в Западной Африке он известен от Берега Слоновой Кости до Южной Нигерии, а на восточном побережье — от прибрежных лесов Кении до Ист-Лондона на востоке Капской провинции ЮАР.
Все виды растут в тропических сырых, но не заболоченных прибрежных лесах, преимущественно на морских побережьях, иногда каменистых, и на влажно-грязных берегах тех рек, по которым поднимается морской прилив, — чаще по окраинам лесов и вдоль внутреннего края мангровых зарослей, где они карабкаются на деревья и кустарники. Реже флагелларии обитают вдоль берегов рек в горах на высоте до 1500 м над уровнем моря.

## Значение и применение
Флагеллария, особенно азиатские виды, довольно широко используется местными жителями. Стебли её идут на изготовление корзин как менее ценный заменитель ротанговой пальмы.
Молодые стебли и ветви поедаются в сыром виде, а наряду с листьями употребляются для мытья волос.
Листья и корни применяются как лекарственное средство.

## Виды
По информации базы данных The Plant List (на июль 2016), род включает 4 вида:
- Flagellaria gigantea Hook.f. — Флагеллария гигантская
- Flagellaria guineensis Schumach. — Флагеллария гвинейская
- Flagellaria indica L. — Флагеллария индийская
- Flagellaria neocaledonica Schltr.